# Теорема вращения Эйлера
Теорема вращения Эйлера утверждает, что любое движение твёрдого тела в трёхмерном пространстве, имеющее неподвижную точку, является вращением тела вокруг некоторой оси. Таким образом, вращение может быть описано тремя координатами: двумя координатами оси вращения (например, широта и долгота) и углом поворота.
Для заданного угла {\displaystyle \varphi } и единичного вектора {\displaystyle n} обозначим {\displaystyle R(\varphi ,n)} вращение в направлении вектора n против часовой стрелки на угол {\displaystyle \varphi }. Тогда:
- {\displaystyle R(0,n)} — тождественное отображение для любого {\displaystyle n}
- {\displaystyle R(\varphi ,n)=R(-\varphi ,-n)}
- {\displaystyle R(\pi +\varphi ,n)=R(\pi -\varphi ,-n)}

Для любого вращения существует единственный угол {\displaystyle \varphi }, для которого {\displaystyle 0\leq \varphi \leq \pi }, при этом:
- {\displaystyle n} определяется однозначно, если {\displaystyle 0<\varphi <\pi };
- {\displaystyle n} любое, {\displaystyle \varphi =0};
- {\displaystyle n} определяется однозначно с точностью до знака, если {\displaystyle \varphi =\pi } (то есть, вращения {\displaystyle R(\varphi ,\pm n)} одинаковы).

## Геометрия группы вращений
Представление Эйлера позволяет исследовать топологию группы вращений трёхмерного пространства (группы SO(3)). Для этого рассмотрим шар с центром в начале координат с радиусом π.
Любое вращение на угол, меньший π, задаёт единственную точку внутри шара (направление задаёт направление оси вращения, а угол задаёт расстояние от начала координат). Вращение на угол π соответствует двум противоположным точкам на поверхности сферы.
Таким образом, шар с отождествлёнными противоположными точками сферы гомеоморфен группе SO(3).